# Криминальный квартет
«Криминальный квартет» — советский детективный художественный фильм 1989 года режиссёра Александра Муратова, снятый на киностудии «Мосфильм».

## Сюжет
Май 1989 года. Многие годы дружат четверо воспитанников детского дома: Семён Портной, ставший следователем городской прокуратуры, Марат Муханов и Пётр Сараев, работающие в милиции, а также журналист Николай Ларин.
Портной вернулся из командировки в Омск, где им был выявлен факт поставки местной обувной фабрикой обуви из некачественного сырья, за которым, очевидно, скрываются особо крупные хищения на фабрике. Он опечатал склады, а вагон с бракованной обувью отправил на экспертизу. Руководство фабрики, недовольное таким развитием событий, обращается к преступникам, которые похищают восьмилетнего сына Портного Антона, и требуют снять охрану со складов и отдать обувь, которую сейчас везут по железной дороге. Портной вынужден пойти на уступки и снять охрану со складов, но одновременно зовёт на помощь своих товарищей. Приехав к Портному и узнав, в чём дело, они понимают, что столкнулись с очень серьёзным и опасным противником. Отсутствие времени, полная неизвестность и знание того, что ребёнка в любом случае не выпустят живым, ставят друзей в крайне тяжёлые условия, но тем не менее они начинают действовать.
Муханов прибывает на железнодорожную станцию и, договорившись со знакомым начальником охраны, просит поставить вагон, прибывающий из Омска, на воинскую площадку, что должно дать выиграть пару дней. Сараев запугивает некоего цеховика, и тот даёт информацию о своих связях с руководством обувной фабрики, а Ларин пишет материал о бракованной обуви, и его публикуют в газете. За это Муханов и Сараев сначала критикуют друга, но потом понимают, что тот решил привлечь к себе внимание похитителей, заставив их раскрыться. Отчасти уловка срабатывает. Несмотря на слежку, установленную Мухановым, Ларина похищают и после угроз отпускают. Вечером приходит известие — на обувной фабрике случился пожар. Затем Портному звонит некий Шакалов и предлагает информацию о похитителях за 30 000 рублей. Ларин обращается к бывшему подпольному миллионеру-цеховику, о котором когда-то писал статью, и получает от него нужную сумму. В безлюдном месте Портной передаёт деньги Шакалову, тот коротко сообщает, что люди, приказавшие похитить Антона, соберутся вечером в бассейне, но в каком конкретно, не говорит, после чего уезжает. По дороге его останавливает под видом инспектора ГАИ Муханов и хитростью отнимает деньги.
Позже, когда друзья собираются снова, Ларин делает вывод, что похитившие его люди допрашивали его в бассейне. В машине, в которой его везли, играли песни Битлз (преступники не знали, что Ларин и его товарищи тоже битломаны). Вычислив расстояние от дома Ларина до ближайшего бассейна, относительно длительности каждой песни, друзья отправляются туда, где вступают в схватку с тренирующимися ночью бандитами. Победив их, в бане обнаруживают людей, которых Портной опознает как представителей руководства обувной фабрики. Один из них, Фельдман, боясь насилия, сообщает, что мальчика держат в районе городских очистных сооружений, а к прибывшему из Омска вагону уже направились люди криминального авторитета Лобанова. Муханов приказывает дежурящим у вагона милиционерам не дать захватить вагон, но при этом не дать преступникам знать, что они из милиции. Прибыв на очистные сооружения, все четверо вступают в жестокое противоборство с бандитами, во время которого Портной был ранен, а несколько бандитов убиты. В итоге остаётся лишь непосредственный похититель Антона — дядя Лёва. Муханов позволяет ему уйти в обмен на безопасность мальчика, после чего даёт команду милиционерам у вагона действовать. Те выходят из образов недалёких путейцев и задерживают бандитов на станции.
Далее идут псевдодокументальные титры, где описывается дальнейшая судьба персонажей и что было с обувной фабрикой дальше.

## В ролях
| Актёр                         | Роль                                                                          |
| ----------------------------- | ----------------------------------------------------------------------------- |
| Николай Караченцов            | Марат Муханов капитан/майор милиции                                           |
| Владимир Стеклов              | Семён Ефимович Портной следователь прокуратуры                                |
| Борис Щербаков                | Пётр Сараев капитан милиции                                                   |
| Владимир Ерёмин               | Николай Ларин журналист                                                       |
| Неле Савиченко-Климене        | Люся, жена Портного (озвучивает Наталья Гурзо)                                |
| Иван Мурадханов               | Антон сын Портного                                                            |
| Вадим Яковлев                 | Иван Христофорович прокурор города / прокурор области                         |
| Юрий Гусев                    | директор обувной фабрики                                                      |
| Борис Клюев                   | главный инженер фабрики                                                       |
| Алексей Шейнин                | главный технолог фабрики                                                      |
| Олег Анофриев                 | завскладом Матвей Иосифович Фельдман (МИФ)                                    |
| Семён Фарада                  | Левкоев кладовщик обувной фабрики, осведомитель Муханова                      |
| Лев Прыгунов                  | дядя Лёва похититель Антона                                                   |
| Вадим Спиридонов              | Лобанов                                                                       |
| Игорь Ясулович                | Шакалов С.С. водитель «Москвича»                                              |
| Юрий Катин-Ярцев              | Семён Моисеевич (Дядя Сеня) обувной мастер. говорящий по-русски и по-еврейски |
| Юрий Назаров                  | Дмитрий капитан милиции на ж/д станции                                        |
| Гурген Тонунц                 | Левон Самвелович                                                              |
| Даниил Нетребин               | Балашов                                                                       |
| Галина Самойлова (Ледогорова) | Зина кассирша в отделении телеграфа                                           |
| Владимир Трещалов             | Мухтарбеков (Мухтар)                                                          |
| Василий Шлыков                | сообщник Мухтарбекова в телеграфе                                             |
| Виктор Филиппов               | Севастьянов милиционер-взяточник                                              |
| Дмитрий Матвеев               | журналист                                                                     |
| Николай Аверюшкин             | завмаг                                                                        |
| Валентина Березуцкая          | уборщица в пельменной                                                         |
| Юрий Платонов                 | полковник милиции                                                             |
| Юрий Доронин                  | Стрельцов капитан милиции                                                     |
| Галина Казакова               | Галя пассия Ларина                                                            |
| Герман Полосков               | Валерий ответственный секретарь газеты                                        |
| Софья Горшкова                | Леночка секретарша шефа Портного                                              |
| Анатолий Голик                | Григорук                                                                      |
| Михаил Чигарёв                | подполковник                                                                  |

## Съёмочная группа
- Автор сценария: Борис Гиллер
- Режиссёр: Александр Муратов
- Оператор-постановщик: Константин Рыжов
- Художник-постановщик: Георгий Турылёв
- Композитор: Александр Михайлов
- Звукооператор: Владимир Шарун
- Дирижёр: Эмин Хачатурян

## Награды
- 1990 — IX Международный кинофестиваль детективных фильмов в Коньяке (Франция) — Приз зрительских симпатий[1].